# Agalinis navasotensis
Agalinis navasotensis là loài thực vật có hoa thuộc họ Cỏ chổi. Loài này được Dubrule & Canne-Hill. mô tả khoa học đầu tiên năm 1993.